# Suikerklontje

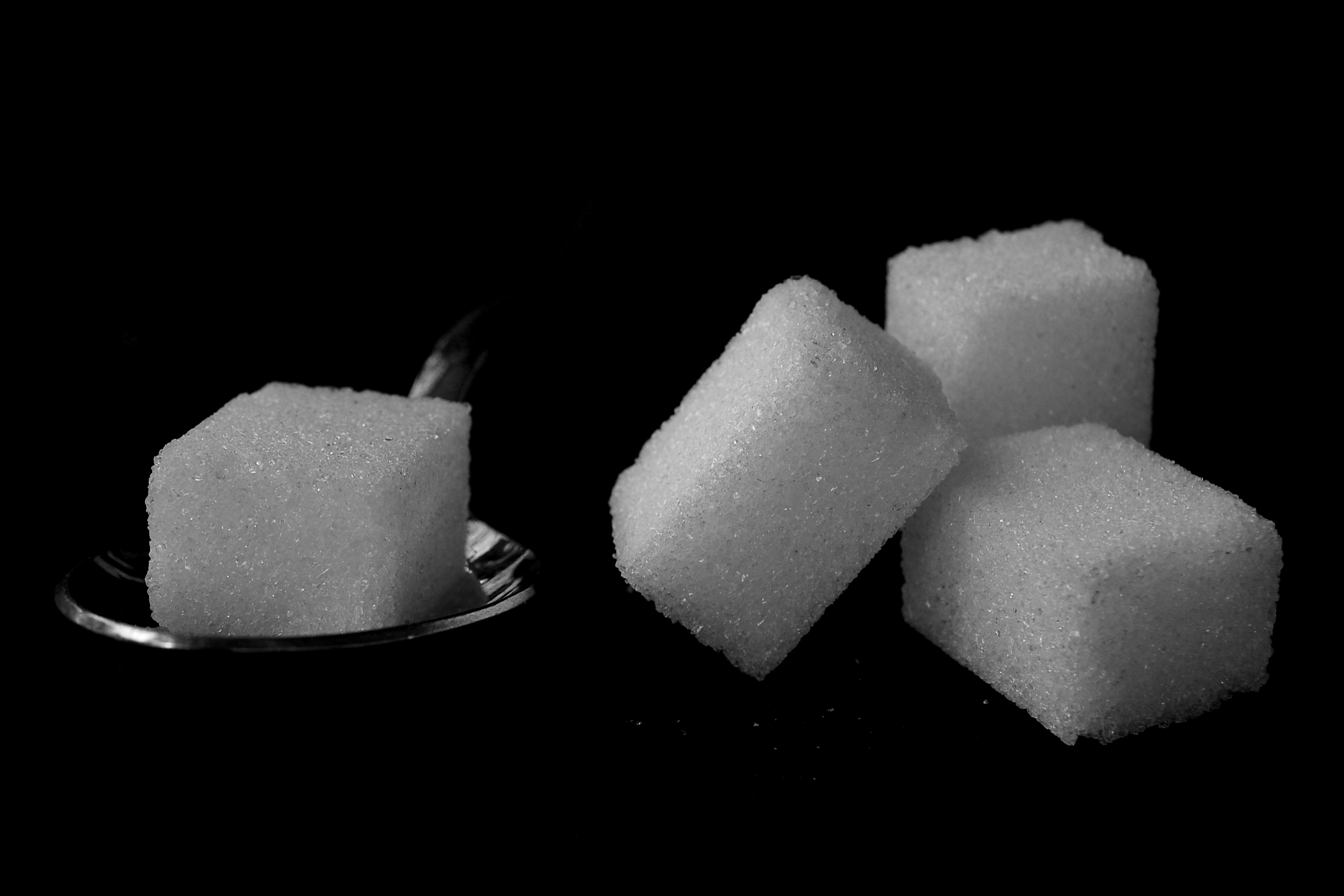
Suikerklontjes

Een suikerklontje is een blokje kristalsuiker.
Suikerklontjes worden vooral gebruikt om koffie en thee te zoeten. Ze zijn in meerdere maten te koop. Suikerklontjes zijn onbeperkt houdbaar zolang ze droog worden bewaard. In formelere setting worden suikerklontjes met een suikertang gedoseerd.
Er zijn klontjes van verschillend gewicht verkrijgbaar. De kleinste klontjes van het Belgische bedrijf Tiense Suikerraffinaderij zijn 1,4 gram zwaar. Bij een Nederlandse fabrikant weegt het miniformaat 3,1 gram, midi is 3,9 gram en een standaardsuikerklont weegt 4,4 gram.
Het overgrote deel van de suikerklontjes in Nederland en België wordt bereid uit bietsuiker. Bruine klontjes worden gemaakt op basis van rietsuiker of door bij de productie minder melasse te onttrekken.

## Geschiedenis
Voor de uitvinding van het suikerklontje werd suiker verhandeld onder de vorm van suikerbroden die in stukken werden gezaagd of geknipt. Een suikermassa werd in staven geperst, waarna het tot blokjes werd verwerkt.
Het was de Oostenrijker Jakub Kryštof Rad die de leiding had over de suikerfabriek in het Tsechische Dačice en in 1840 op het idee kwam suiker in kubusvorm te maken door nog vochtige, gemalen en gezeefde suiker tussen twee messingplaten in kubusvormige holtes te persen en vervolgens te drogen.
Aanvankelijk produceerde hij kubussen met een zijde van 3/5 duim of 1/2 duim (2 of 1,2 cm.). Later is men ook balkvormige klontjes gaan produceren.
Op 23 januari 1843 kreeg Rad patent op zijn uitvinding. Hoewel het Weense suikerklontje, zoals het al snel genoemd werd, aan een succesvolle opmars begon ging de fabriek van Rad in 1852 failliet.
De Parijse kruidenier Eugène François bedacht in het midden van de 19e eeuw een machine om suikerbroden te zagen, hierop kreeg hij in 1875 patent.
Tegen de eeuwwisseling ontwikkelde de Antwerpenaar Théophile Adant (1852-1938) een procedé waarbij suikerpoeder door een centrifuge tot plakken werd gevormd, die daarna in repen konden worden gesneden en vervolgens tot blokjes, die dominos werden genoemd. Hij werkte bij de Tiense Suikerraffinaderij, die de dominos vanaf 1902 in dozen van 25 kg. produceerde, later ook van 1 kg.
In 1949 ontwikkelde het bedrijf van Louis Chambon (1861-1932) in Frankrijk een nieuwe methode die het procedé van Adant verdrong: gemalen suiker werd opnieuw vochtig gemaakt en in rotatiemachines in de gewenste vormpjes geperst.

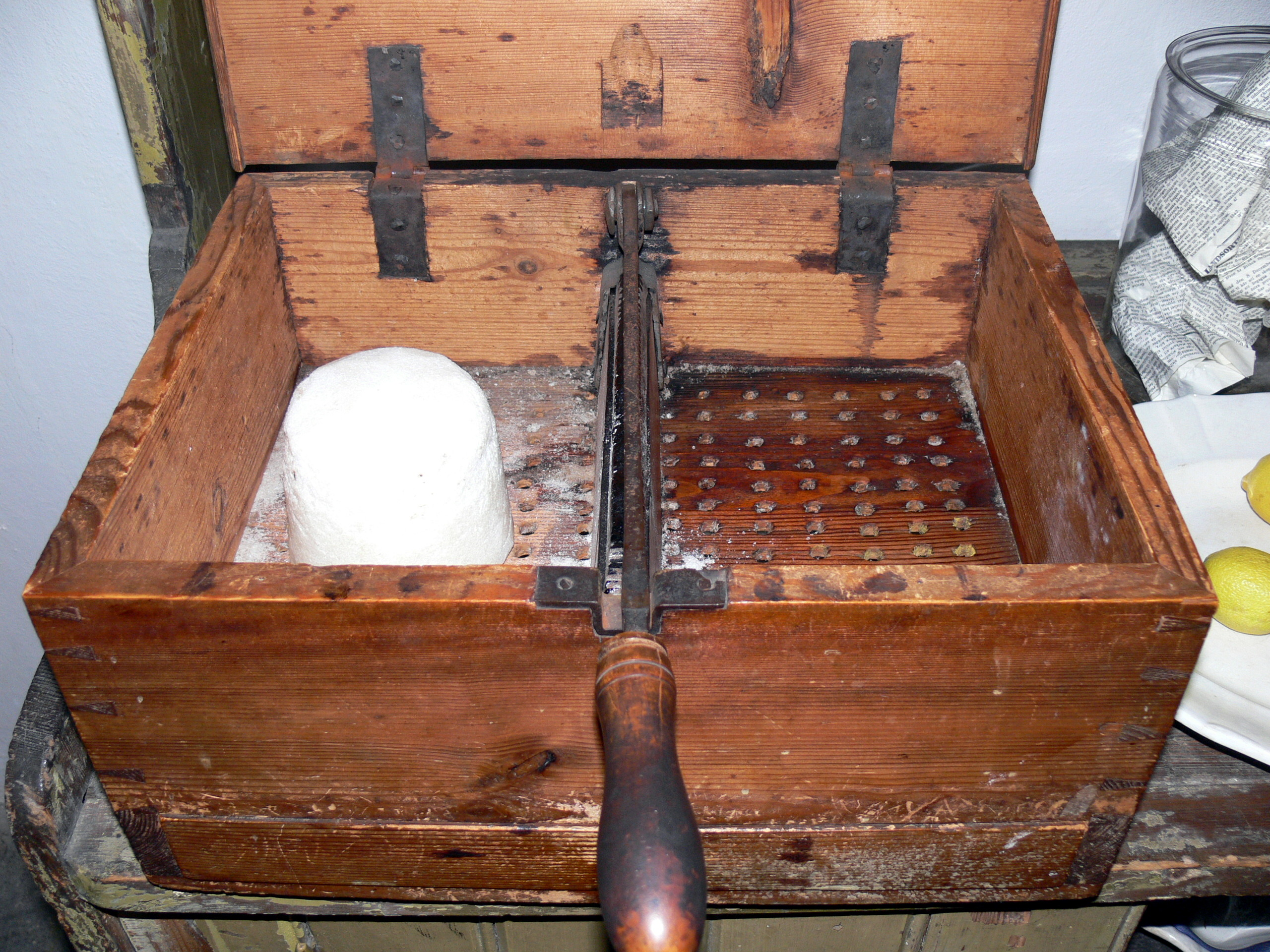
Suikersnijapparaat in het Professorenhaus, Lund
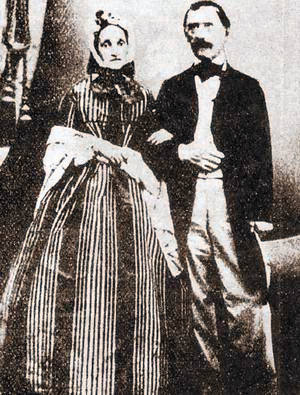
Jakub Kryštof Rad en zijn vrouw Juliana Radová
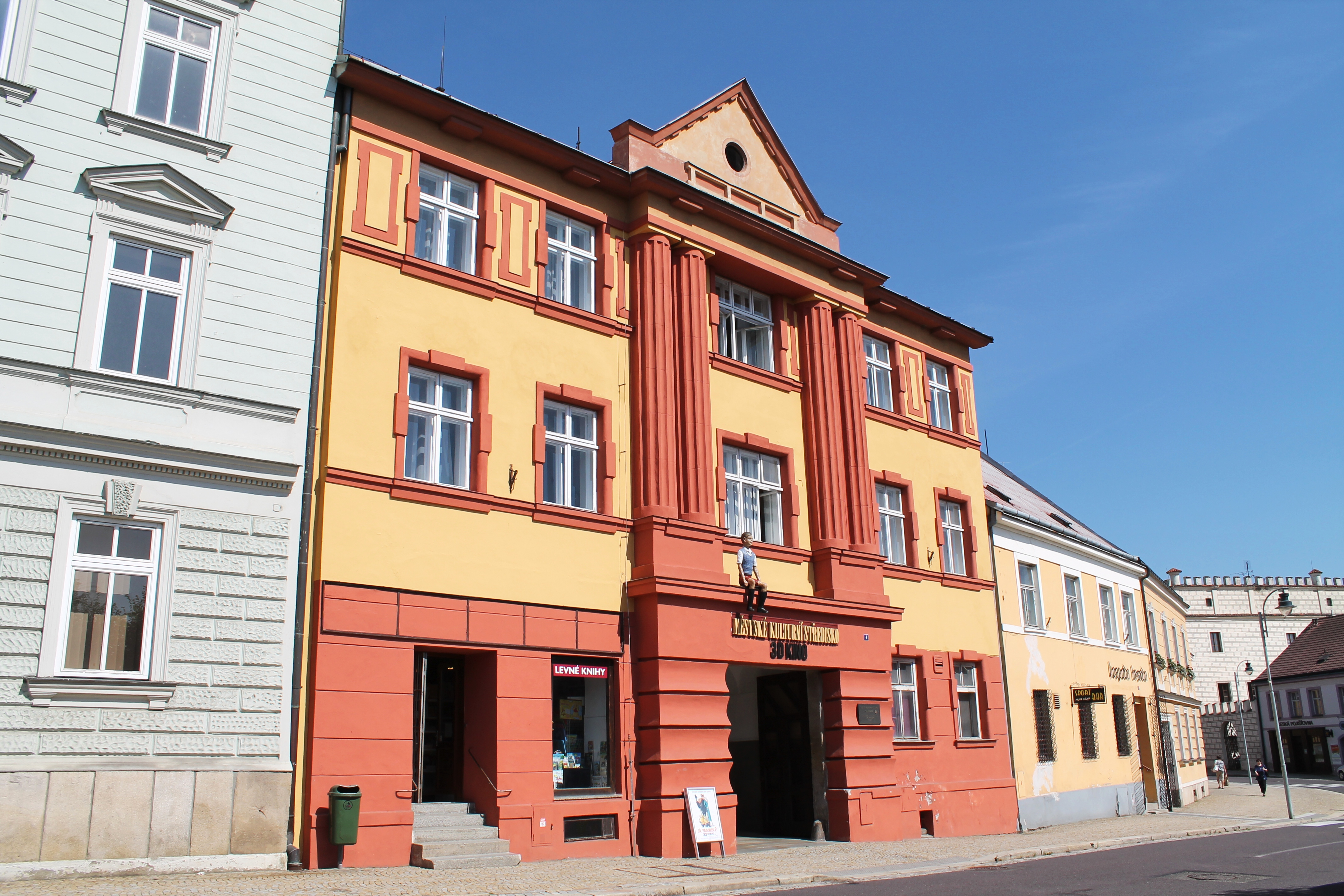
Dačice: voormalige suikerfabriek van Rad
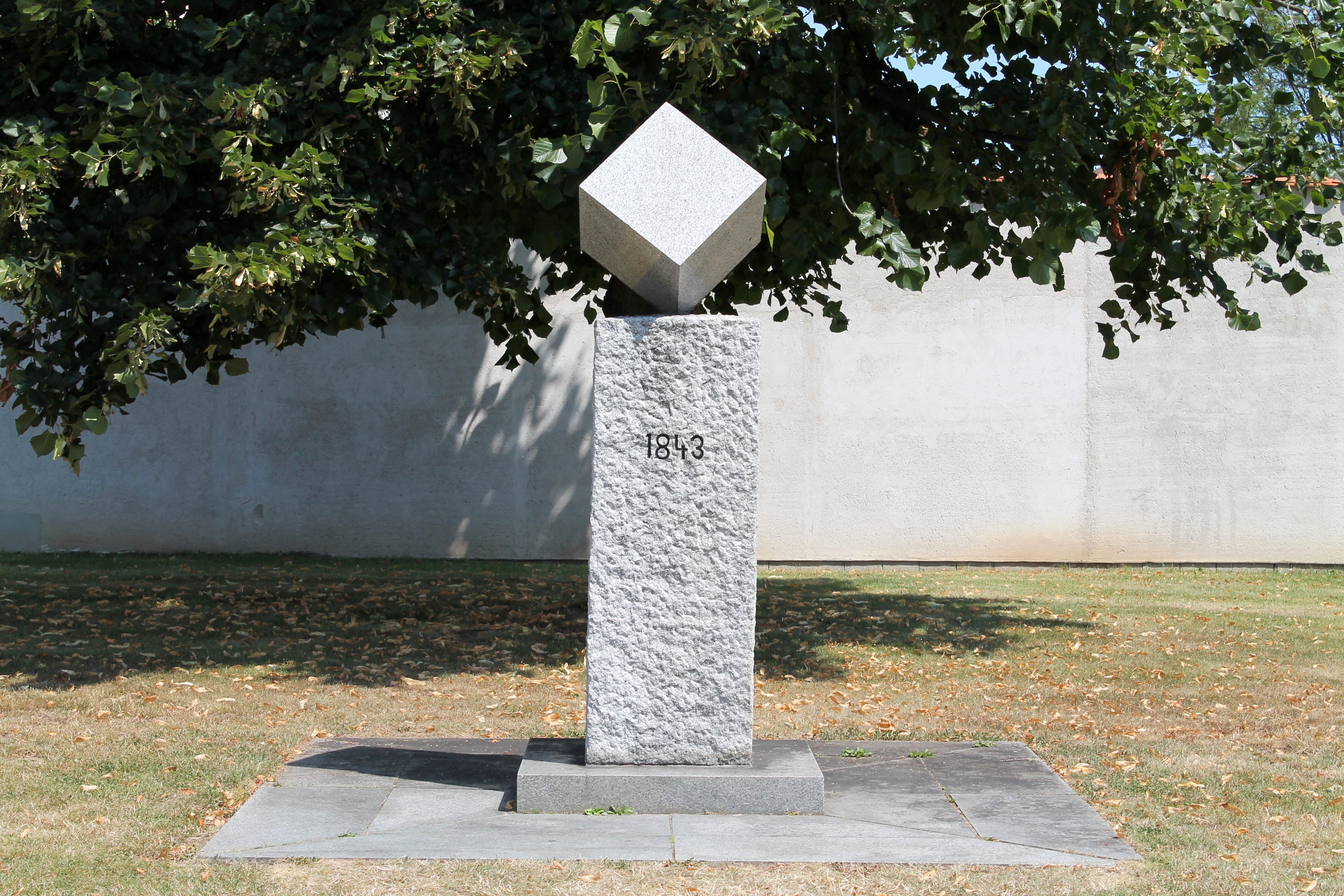
Dačice: Gedenkteken uitvinding suikerklontje
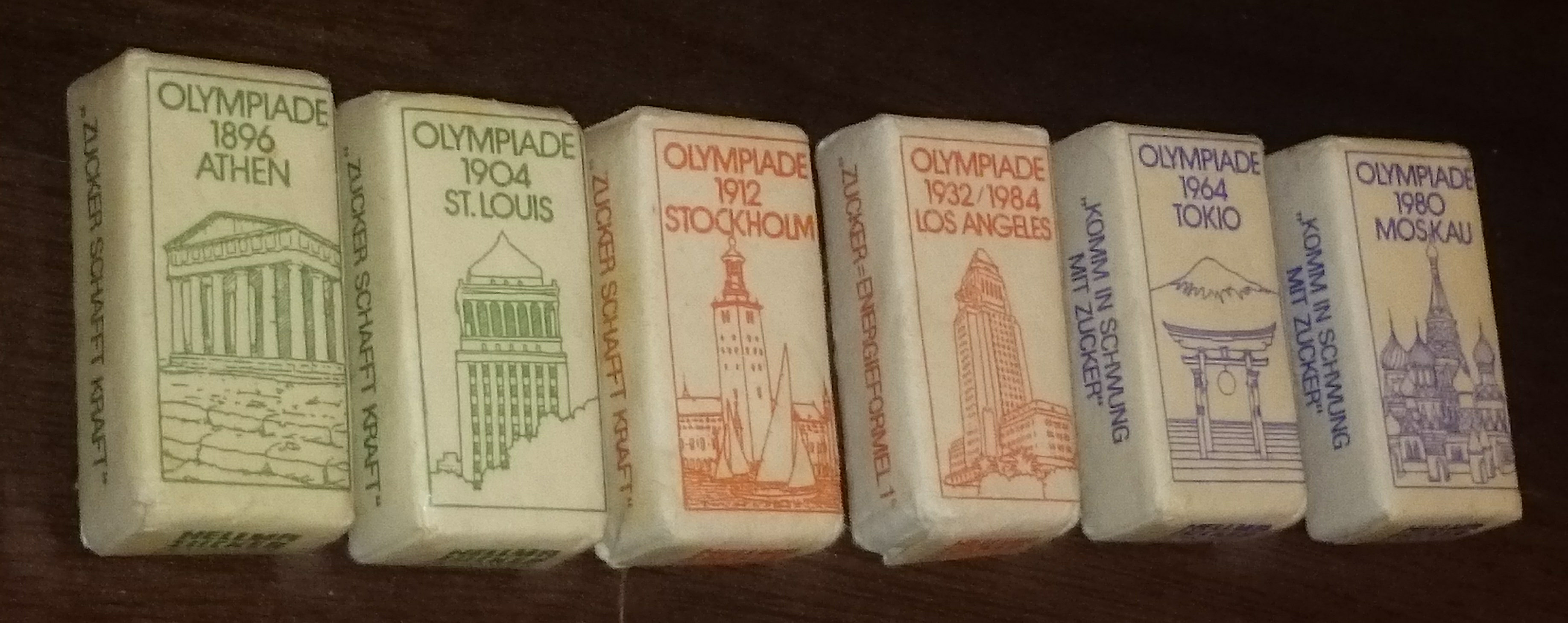
Balkvormige suikerklontjes, verpakt met Olympische Spelen als motief